# Medynia (Ukraina)
Medynia (ukr. Мединя) – wieś na Ukrainie, w  obwodzie iwanofrankiwskim, w rejonie halickim, nad Łomnicą.

## Ludzie
- Pawło Czerwinski – ksiądz greckokatolicki[2]